# João Dacnas

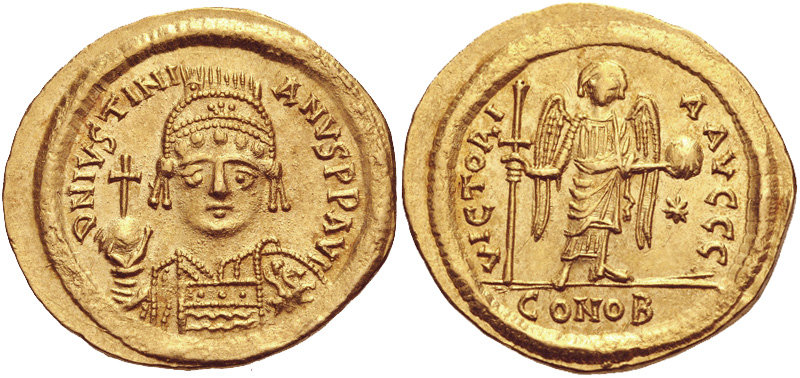
Soldo de Justiniano r.

João (em latim: Ioannis), cognominado Dacnas, foi um oficial bizantino do século VI, nativo da Capadócia que esteve ativo durante o reinado do imperador Justiniano (r. 527–565). Quando é citado pela primeira vez em 556, é descrito como já detendo o título de mestre dos soldados há muito tempo, o que levou os estudiosos da Prosopografia do Império Romano Tardio sugerirem que pudesse ser meramente honorífico (honorarius) ou então titular (vacans).
Segundo Agátias, na primavera / verão de 556, João foi enviado por Justiniano à Lázica, aparentemente para substituir o sacelário Rústico, com ordens para enviar relatórios mais precisos da situação no fronte de batalha e para presentear os melhores soldados com presentes imperiais. Mais tarde no mesmo ano, foi enviado pelo general Martinho numa expedição contra os misimianos, que à época estavam sendo sitiados em sua fortaleza montanhosa de Tzacar.
Segundo o relato de Agátias, João apertou o cerco contra os inimigos e realizou um ataque noturno bem-sucedido após um de seus homens descobrir uma forma de escalar os muros da fortaleza. Logo após sua vitória, os misimianos sobreviventes dirigiram-se a ele solicitando a paz, que aceitou depois de tomar alguns reféns, coletar muito butim e recuperar o dinheiro roubado do oficial Soterico (28 mil soldos). João enviou-os para casa e retornou para Lázica em triunfo com seu exército, tendo perdido apenas 30 homens na expedição.